# Faetano
Faetano – jedno z 9 miast San Marino. Przyłączony do San Marino w 1463 roku. W 2012 roku liczył 1180 mieszkańców.